# Prix Fichera
Pour les articles homonymes, voir Fichera.
Le Prix Fichera est un prix mathématique à la mémoire de Gaetano Fichera, qui est attribué par l'Union mathématique italienne à des étudiants en sciences mathématiques de nationalité italienne.
Le prix est décerné tous les quatre ans par une commission scientifique de cinq membres nommés par le Bureau de l'Union mathématique italienne, pour une publication scientifique « de grande valeur dans le domaine de l'analyse mathématique et de ses applications ».

## Liste des lauréats
- 2006 - Piero D'Ancona (de)
- 2010 - Alberto Bressan
- 2014 - Andrea Cianchi[1]
- 2018 - Alessio Porretta
- 2022 - Gazzola Filippo et Sperone Gianmarco[2]